# 1000-km-Rennen von Sandown Park 1984

Streckenlayout National Circuit des Sandown International Motor Raceway. Das Rennen fand auf dem knapp 800 Meter längeren International Circuit statt

Das  1000-km-Rennen von Sandown Park 1984, auch Sandown 1000, Sandown International Motor Racing Circuit, fand am 2. Dezember auf dem Sandown International Motor Raceway statt und war der elfte und letzte Wertungslauf der Sportwagen-Weltmeisterschaft dieses Jahres.

## Das Rennen
Der seit 1928 ausgetragene Große Preis von Australien erhielt 1985 den Status eines Wertungslaufes der Formel-1-Weltmeisterschaft. Ein Jahr davor fand auf dem Fünften Kontinent erstmals ein Rennen der Sportwagen-Weltmeisterschaft statt. Der Sandown International Motor Raceway ist eine permanente Rennstrecke in Springvale, einem Vorort von Melbourne. Eröffnet wurde sie am 11. März 1962 mit dem Sandown International Cup, einem Formula-Libre-Rennen, das Jack Brabham (Cooper T55) vor John Surtees und Bruce McLaren (jeweils Cooper T53) gewann.
Der Weltmeisterschaftslauf der Sportwagen fand auf dem 3,903 Kilometer langen International Circuit statt und wurde vom Light Car Club of Australia veranstaltet. Schlechte Planung führte zu einem finanziellen Desaster; unter anderem war es nicht gelungen, einen finanzkräftigen Sponsor zu gewinnen. Dazu kamen zu spät begonnene und dilettantisch geführte Verhandlungen mit TV-Sendeanstalten, sodass keine Liveübertragung des Rennens zustande kam. Die 13.000 Zuschauer, die zu den Trainings und dem Rennen kamen, reichten bei Weitem nicht aus, um die Kosten zu decken. 
Gaststarter waren die beiden australischen Formel-1-Weltmeister Jack Brabham und Alan Jones, die für die Porsche-Werksmannschaft teilnahmen. Für den inzwischen 58 Jahre alten Brabham, Weltmeister der Jahre 1959, 1960 und 1966, war es die letzte Rennteilnahme seiner langen Karriere. Teampartner im Porsche 956 war Johnny Dumfries. Alan Jones, Weltmeister 1980, ging gemeinsam mit Vern Schuppan ins Rennen. 
Die Werksmannschaft von Lancia verzichtete auf die Rennteilnahme, wodurch die Porsche 956 und 962 dominierten und die ersten neun Ränge des Gesamtklassements einnahmen. Derek Bell und Stefan Bellof gewannen im Werks-Porsche 962 drei Runden vor den Teamkollegen Jochen Mass und Jacky Ickx. Der Sieg brachte Bellof den Fahrer-Weltmeistertitel. Als Dritte kamen Jonathan Palmer und Jan Lammers im Porsche 956 GTi ins Ziel. Von den 257 zu absolvierenden Runden wurden nur 206 gefahren, da die Rennleitung den Weltmeisterschaftslauf nach dem Erreichen der 6-Stunden-Distanz abwinkte.

## Ergebnisse

### Schlussklassement
| 1               | C1  | 2   | Rothmans Porsche          | Stefan Bellof Derek Bell                      | Porsche 956           | 206 |
| 2               | C1  | 1   | Rothmans Porsche          | Jochen Mass Jacky Ickx                        | Porsche 956           | 203 |
| 3               | C1  | 14  | GTI Engineering           | Jonathan Palmer Jan Lammers                   | Porsche 956 GTi       | 202 |
| 4               | C1  | 10  | Porsche Kremer Racing     | Sarel van der Merwe George Fouché             | Porsche 956           | 200 |
| 5               | C1  | 11  | Porsche Kremer Racing     | Manfred Winkelhock Rusty French               | Porsche 956B          | 200 |
| 6               | C1  | 34  | John Fitzpatrick Racing   | Colin Bond Andrew Miedecke                    | Porsche 962           | 198 |
| 7               | C1  | 7   | New Man Joest Racing      | Henri Pescarolo Klaus Ludwig                  | Porsche 956           | 197 |
| 8               | C1  | 3   | Rothmans Porsche          | Alan Jones Vern Schuppan                      | Porsche 956           | 196 |
| 9               | C1  | 55  | Skoal Bandit Porsche Team | Rupert Keegan Franz Konrad                    | Porsche 956           | 194 |
| 10              | C2  | 70  | Gordon Spice Racing       | Gordon Spice Neil Crang                       | Tiga GC84             | 189 |
| 11              | C2  | 12  | DS Racing Team            | Louis Krages Paul Belmondo Dieter Schornstein | Porsche 956           | 184 |
| 12              | C2  | 74  | Gebhardt Motorsport       | Frank Jelinski Beate Nodes Günther Gebhardt   | Gebhardt JC843        | 181 |
| 13              | C1  | 17  | Porsche Kremer Racing     | Kees Kroesemeijer Jesús Pareja Peter Janson   | Porsche CK5           | 179 |
| 14              | AC  | 62  | JPS Team BMW              | Jim Richards Tony Longhurst                   | BMW 320i              | 178 |
| 15              | B   | 106 | Helmut Gall               | Helmut Gall Altfrid Heger                     | BMW M1                | 170 |
| 16              | C2  | 99  | R.B. Promotive            | Jeremy Rossiter Gary Evans Roy Baker          | Tiga GC284            | 156 |
| Nicht klassiert |     |     |                           |                                               |                       |     |
| 17              | C2  | 83  | John Bartlett             | Richard Jones David Burroughs John Bartlett   | Lola T610             | 120 |
| 18              | C1  | 56  | Rothmans Porsche          | Johnny Dumfries Jack Brabham                  | Porsche 956           | 108 |
| 19              | AC  | 61  | Bap Romano Racing         | Alfredo Costanzo Bap Romano                   | Romano WE84           | 106 |
| Disqualifiziert |     |     |                           |                                               |                       |     |
| 20              | AC  | 64  | Re-Car Racing Pty Ltd.    | Allan Grice Dick Johnson Ron Harrop           | Chevrolet Monza       | 114 |
| Ausgefallen     |     |     |                           |                                               |                       |     |
| 21              | C1  | 33  | Skoal Bandit Porsche Team | Thierry Boutsen David Hobbs                   | Porsche 956B          | 171 |
| 22              | AC  | 65  | Jeff Harris               | Jeff Harris Ray Hanger Barry Jones            | JWS-Mazda C2          | 115 |
| 23              | C2  | 81  | Jolly Club                | Guido Daccò Lucio Cesario                     | Alba AR2              | 114 |
| 24              | C2  | 73  | Gebhardt Motorsport       | Cathy Muller Sue Ransom Margie Smith-Haas     | Gebhardt JC842        | 95  |
| 25              | GTP | 131 | Charles Kendall           | Jim Cook Chuck Kendall Peter Fitzgerald       | Lola T600             | 95  |
| 26              | C2  | 80  | Jolly Club                | Martino Finotto Carlo Facetti Guido Daccò     | Alba R2               | 91  |
| 27              | C2  | 72  | Gebhardt Motorsport       | Ian Harrower Neville Crichton Richard Davison | Gebhardt JC843        | 64  |
| 28              | C2  | 90  | Jens Winther Team Castrol | Jens Winther Lars-Viggo Jensen                | URD C81               | 46  |
| 29              | B   | 111 | Nick Faure                | Nick Faure Pete Clarke Kenneth Leim           | Porsche 930           | 1   |
| Nicht gestartet |     |     |                           |                                               |                       |     |
| 30              | AC  | 63  | P.F. Motor Racing P/L     | Bryan Thompson Brad Jones                     | Mercedes-Benz 450 SLC | 1   |

1 Motorschaden im Training

### Nur in der Meldeliste
Hier finden sich Teams, Fahrer und Fahrzeuge, die ursprünglich für das Rennen gemeldet waren, aber aus den unterschiedlichsten Gründen daran nicht teilnahmen.
| Pos. | Klasse | Nr. | Team       | Fahrer                   | Chassis   |
| ---- | ------ | --- | ---------- | ------------------------ | --------- |
| 31   | C1     | 16  | Terry Hook | Terry Hook Warwick Brown | Lola T610 |

### Klassensieger
| Klasse | Fahrer                  | Fahrer         | Fahrzeug    | Platzierung im Gesamtklassement |
| ------ | ----------------------- | -------------- | ----------- | ------------------------------- |
| C1     | Stefan Bellof           | Derek Bell     | Porsche 956 | Gesamtsieg                      |
| C2     | Gordon Spice            | Neil Crang     | Tiga GC84   | Rang 10                         |
| GTP    | kein Teilnehmer im Ziel |                |             |                                 |
| B      | Helmut Gall             | Altfrid Heger  | BMW M1      | Rang 15                         |
| AC     | Jim Richards            | Tony Longhurst | BMW 320i    | Rang 14                         |

### Renndaten
- Gemeldet: 31
- Gestartet: 29
- Gewertet: 16
- Rennklassen: 5
- Zuschauer: 8000
- Wetter am Renntag: warm und trocken
- Streckenlänge: 3,903 km
- Fahrzeit des Siegerteams: 6:01:30,300 Stunden
- Gesamtrunden des Siegerteams: 206
- Gesamtdistanz des Siegerteams: 804,018 km
- Siegerschnitt: 133,455 km/h
- Pole Position: Stefan Bellof – Porsche 956 (#5) – 1.31,600 = 153,379 km/h
- Schnellste Rennrunde: Stefan Bellof – Porsche 956 (#5) – 1:34,400 – 148,830 km/h
- Rennserie: 11. Lauf zur Sportwagen-Weltmeisterschaft 1984